# Back 2 Base X
Back 2 Base X es el quinto álbum de estudio por Hed PE. Publicado el 6 de junio de 2006, es el primer lanzamiento de la banda en Suburban Noize Records.

## Listado de canciones
| N.º | Título                 | Duración |  |
| 1.  | «Listen»               | 2:53     |  |
| 2.  | «Novus Ordos Clitorus» | 3:13     |  |
| 3.  | «Lock and Load»        | 3:03     |  |
| 4.  | «White Collars»        | 3:22     |  |
| 5.  | «Get Ready»            | 2:52     |  |
| 6.  | «Sophia»               | 3:23     |  |
| 7.  | «Peer Pressure»        | 0:44     |  |
| 8.  | «Beware Do We Go»      | 3:54     |  |
| 9.  | «Daze of War»          | 5:13     |  |
| 10. | «Sweetchops»           | 3:05     |  |
| 11. | «So it Be»             | 3:57     |  |
| 12. | «Let's Ride»           | 4:08     |  |
| 13. | «The Chosen One»       | 3:18     |  |

- Datos: Q3280202